# اشنلین
اشنلین (به آلمانی: Schnellin) یک منطقهٔ مسکونی در آلمان است که در باد اشمیدبرگ واقع شده‌است. اشنلین ۳۱۸ نفر جمعیت دارد.